# ألف طريق إلى مكة
ألف طريق إلى مكة: عشرة قرون من المسافرين الذين كتبوا عن الحج في الإسلام، هي مجموعة من مجلات السفر التي حرّرها مايكل وولف ونشرت في عام 1999. ويغطي هذا العمل أكثر من 20 رواية تم سردها على مدى 10 قرون، ويظهر هذا العمل العديد من جوانب الحج، الحج إلى مكة المطلوبة لكل مسلم قادر.
يشمل ذلك روايات ناصر خسرو وابن جبير وابن بطوطة وفي النهاية حج مايكل وولف.

## المساهمون
- ناصر خسرو، فارس، 1050
- ابن جبير، إسبانيا، 1183-84
- ابن بطوطة، المغرب، 1326
- لودوفيكو دي فارتيما، بولونيا (إيطاليا)، 1503
- حاج بلا اسم، إيطاليا، 1575
- جوزيف بيتس، إنجلترا، 1685
- علي باي العباسي، إسبانيا، 1807
- يوهان لودفيك بركهارت، سويسرا، 1814
- ريتشارد فرانسيس برتون، بريطانيا العظمى، 1953
- صاحبة السمو اسكندر، بيغوم من بوبال، الهند، 1864
- جون ف. كين (John F. Keane)، الأنجلو - الهند، 1877-78
- محمد حسين فرهاني، بلاد فارس، 1885-86
- آرثر ج. ب. وافيل، الأنجلو-أفريقيا، 1908
- إلدون روتر، بريطانيا العظمى، 1925
- وينيفريد ستيغار، أستراليا، 1927
- محمد أسد، غاليسيا (أوروبا الوسطى)، 1927
- جون فيلبي، بريطانيا العظمى، 1931
- زينب كوبولد، بريطانيا العظمى، 1933
- حمزة بوقري، مكة، 1947
- جلال آل أحمد، إيران، 1964
- مالكوم إكس، الولايات المتحدة، 1964
- سعيدة ميلر خليفة، بريطانيا العظمى، 1970
- مايكل وولف، الولايات المتحدة، 1990